# Saint-Alexandre, Gard
Saint-Alexandre là một xã ở tỉnh Gard. Xã này có diện tích 12,87 km², dân số năm 1999 là 978 người. Khu vực này có độ cao trung bình 64 mét trên mực nước biển.